# The Moscow Times
The Moscow Times là tờ nhật báo tiếng Anh, có trụ sở ở Amsterdam/Hà Lan, phát hành từ năm 1992.
The Moscow Times thuộc sở hữu của công ty Truyền thông Độc lập, công ty xuất bản truyền thông lớn của Nga. Công ty này cũng xuất bản những tờ nhật báo khác của Nga như Vedomosti, cùng phiên bản tiếng Nga của một số tờ báo nổi tiếng của nước ngoài. Cũng năm đó, Công ty Truyền thông Độc Lập đã bị mua bởi Tập đoàn Truyền thông Liên doanh Hà Lan – Phần Lan có tên Sanoma.
Tổng biên tập hiện nay của The Moscow Times là Andrew McChesney.